# 南ウッディタウン駅
南ウッディタウン駅（みなみウッディタウンえき）は、兵庫県三田市あかしあ台五丁目にある、神戸電鉄公園都市線の駅。駅番号はKB32。標高198 m。

## 歴史
- 1996年（平成8年）3月28日：フラワータウン - ウッディタウン中央間延伸時に開業[1][5]。

## 駅構造
島式1面2線のホームを持つ駅。ホーム有効長は5両、但し通常は3両編成の運用のみである。緊急時の代替や、ウッディタウンサティ開業など、多客時に4両編成が入線したこともある。
盛土式の2層構造で地上1階にコンコースが、地上2階にホームがある。なおホームの一部は道路上の高架になっている。
沿線光ネットワークに接続された駅務遠隔システムが導入されており、センター駅から自動券売機、自動改札機、自動精算機、TVカメラ、インターホン、シャッターが遠隔操作される。そのため駅員巡回駅となっており、構内売店も存在しない。ほとんどの電車は、この駅ですれ違いを行う。

### のりば
| ホーム | 路線       | 方向 | 行先                   |
| ------ | ---------- | ---- | ---------------------- |
| 1      | 公園都市線 | 上り | ウッディタウン中央方面 |
| 2      | 公園都市線 | 下り | 三田方面               |

| ホーム |  | 駅西口 |
| ホーム |  | 駅西口 |

## 利用状況
1日あたりの乗車人員 837人（2021年度）
近年の1日平均乗車人員は下表のとおりである。
| 年度               | 1日平均 乗車人員 |
| ------------------ | ---------------- |
| 2002年（平成14年） | 778              |
| 2003年（平成15年） | 768              |
| 2004年（平成16年） | 744              |
| 2005年（平成17年） | 778              |
| 2006年（平成18年） | 799              |
| 2007年（平成19年） | 800              |
| 2008年（平成20年） | 793              |
| 2009年（平成21年） | 767              |
| 2010年（平成22年） | 782              |
| 2011年（平成23年） | 818              |
| 2012年（平成24年） | 840              |
| 2013年（平成25年） | 869              |
| 2014年（平成26年） | 867              |
| 2015年（平成27年） | 861              |
| 2016年（平成28年） | 897              |
| 2017年（平成29年） | 926              |
| 2018年（平成30年） | 899              |
| 2019年（令和元年） | 889              |
| 2020年（令和02年） | 774              |
| 2021年（令和03年） | 837              |

## 駅周辺
大規模な住宅地である。商店等もある。神戸三田国際公園都市の一角を担う。
駅に売店はないが、周辺にローソンがある。
- 兵庫県道720号テクノパーク三田線
- エディオン三田ウッディタウン店
- ケーズデンキ三田ウッディタウン店（旧八千代ムセン三田ウッディタウン店）
- コーナン新三田店
- 三井住友銀行ウッディタウン支店・フラワータウン出張所  - ※2019年12月2日より、フラワータウン出張所が移転し共同店舗となる。
- 池田泉州銀行三田ウッディタウン支店
- 三田ウッディタウン郵便局
- 阪急オアシスえるむプラザ店
- マルハチウッディタウン店
- 万代三田店
- はじかみ池公園
- えるむプラザ前停留所（神戸空港・三宮発着の特急バスが停車する）

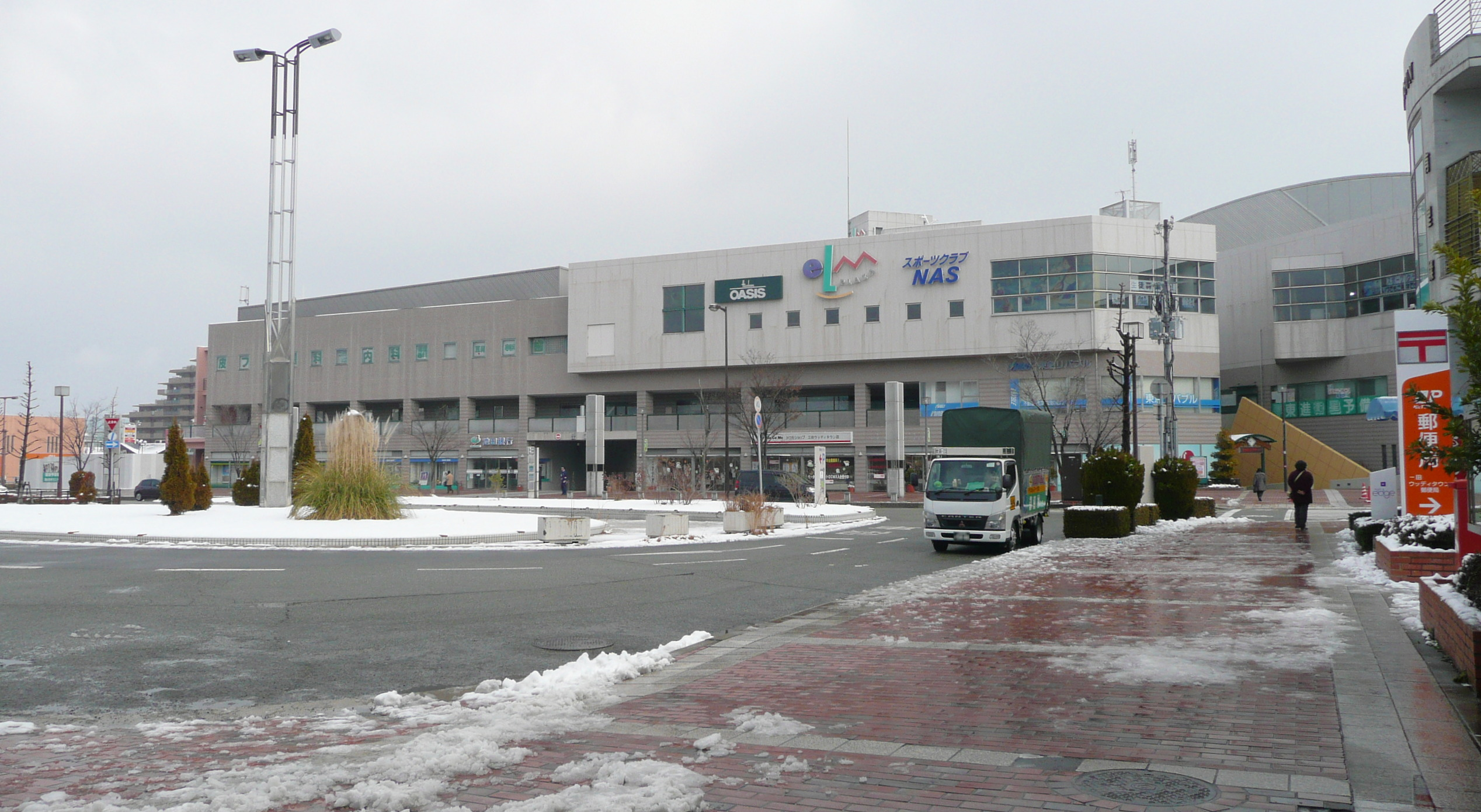
東口駅前
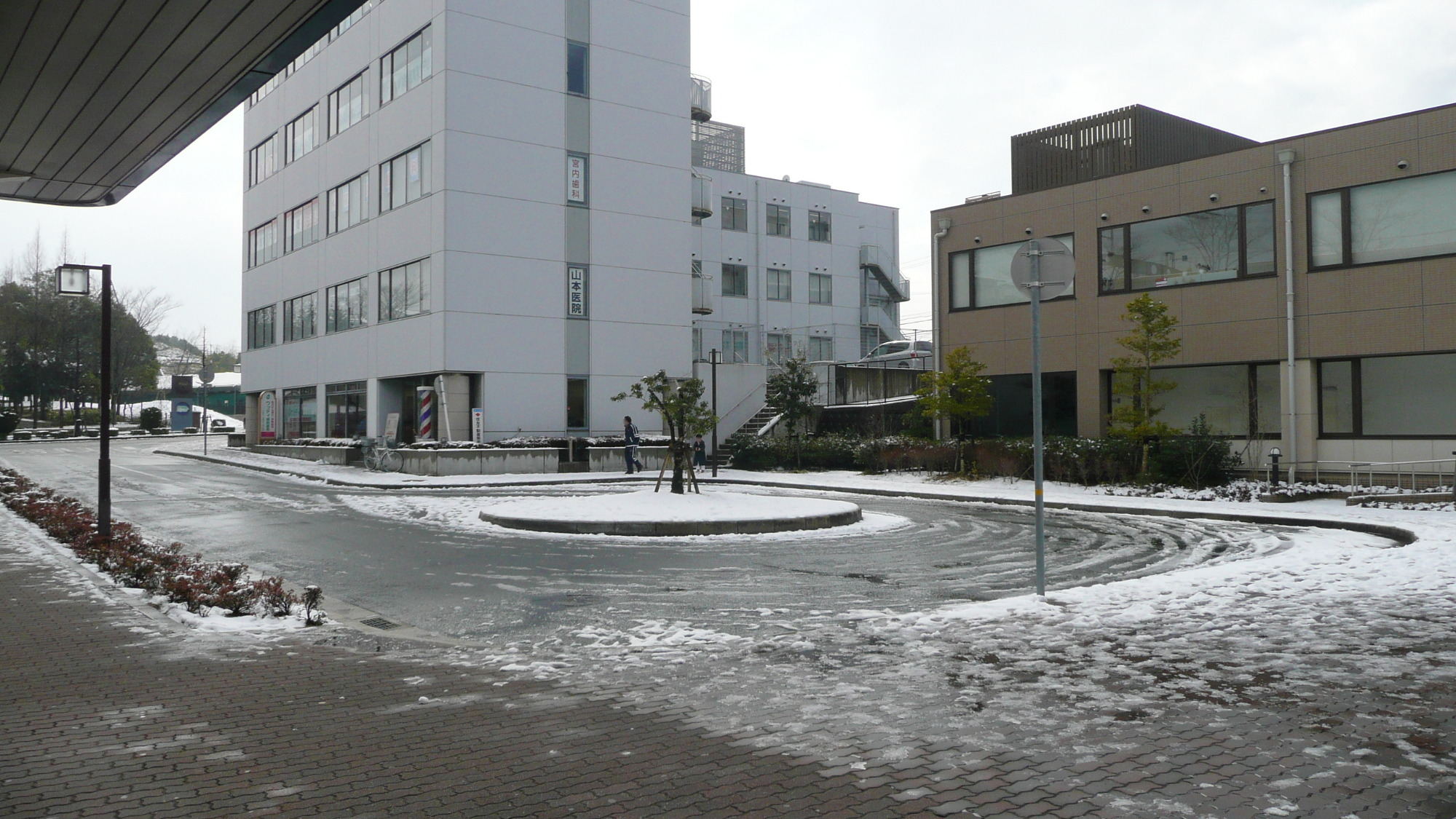
西口駅前

## バス路線
| 停留所名           | 運行事業者 | 路線名・系統・行先                                                                                              |
| ------------------ | ---------- | --- |
| 南ウッディタウン駅 | 神姫バス   | - 42系統：新三田駅 / ゆりのき台中学校前 - 46系統・48系統：新三田駅 / 関西学院大学神戸三田キャンパス・学園７丁目 |

## その他
- 公園都市線計画時の駅名は北摂中央南駅であった[8]。

## 隣の駅
神戸電鉄
■公園都市線
フラワータウン駅 (KB31) - 南ウッディタウン駅 (KB32) - ウッディタウン中央駅 (KB33)